# Antanas Guoga

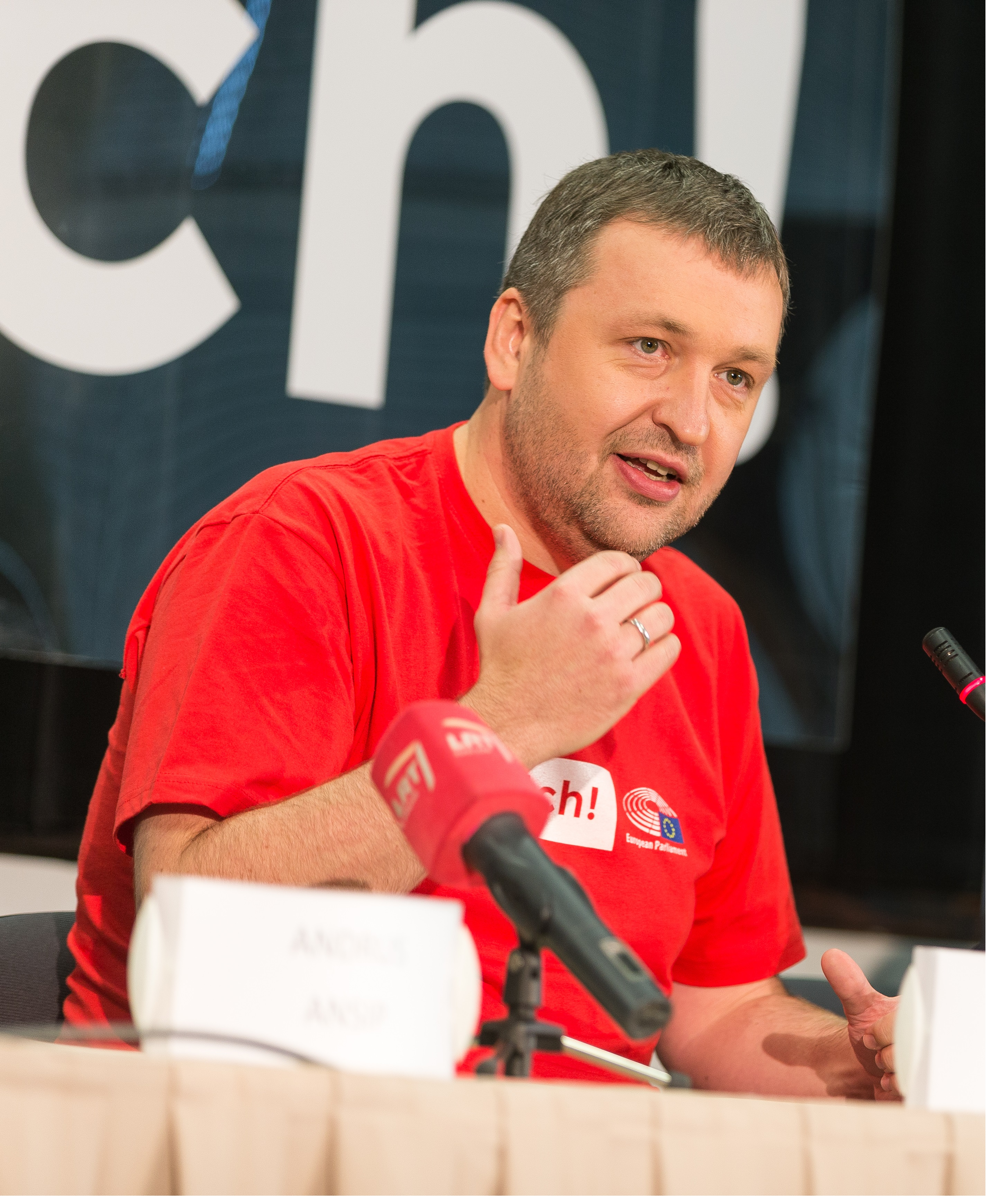
Antanas Guoga (2015)

Antanas Guoga (* 17. Dezember 1973 in Kaunas) ist ein litauischer liberaler Politiker und Unternehmer. Von 2014 bis 2019 war er für die LRLS litauischer Abgeordneter im Europaparlament, seit 2020 ist er Seimas-Mitglied.
Darüber hinaus spielt Guoga erfolgreich Poker und ist am Tisch unter dem Spitznamen Tony G bekannt. Er hat sich mit Poker bei Live-Turnieren mehr als 11 Millionen US-Dollar erspielt und ist damit der erfolgreichste litauische Pokerspieler.

## Leben
Im Alter von elf Jahren zog Guoga mit seiner Mutter von Litauen nach Melbourne in Australien. Jetzt ist er Unternehmer und besitzt einige Unternehmen in Litauen und Australien. Seit Januar 2007 ist er Aktionär des ausländischen Unternehmens „Rate Detective“, die litauischen Unternehmen wie „Lošimų strateginė grupė“ (Verwalter von „TonyBet“-Wettpunkten), Sportausstrahler „Sport media“, TV-Spiele-Unternehmen „TV žaidimai“, Kleidungshandelsunternehmen „Sport Clothes“ akcininkas, Immobiliengesellschaften „NTSG“ und „TR Holding“. Sein Erholungs- und Resort-Unternehmen TonyResort mit dem Freizeitpark, Hotel, Restaurant und Konferenzzentrum befindet sich im Dorf Anupriškės der Rajongemeinde Trakai. Guoga ist außerdem Berater, Vorsitzender und Investor der Sport-Blockchain-Firma Lympo.
2013 hatte er ein Vermögen von 45 Mio. Litas (13 Mio. Euro). 2015 wurden seine Unternehmensaktien mit 24,55 Mio. Euro laut den Daten des litauischen Finanzamts Valstybinė mokesčių inspekcija bewertet. Damit belegte Guoga den 84. Platz unter den reichsten Litauern. Er unterstützt die LRT-Sendung und ihre philanthropische Stiftung. Im Mai 2016 erklärte Guoga, er habe sein Vermögen im Wert von 20 Mio. Euro zu Schenkungszwecken notarisch beurkundet. Guoga wolle sein Vermögen in Litauen verkaufen, den studentischen Investitionsfonds der Universität Vilnius unterstützen sowie den Bau (von 3–3,5 Mio. Euro) einer katholischen Joseph-Kirche in Pilaitė mitstiften. An der Kirche sind auch ein Sportplatz, ein Gemeindezentrum, ein Seniorenzentrum und vielleicht auch ein katholischer Kindergarten vorgesehen.

## Pokerkarriere

### Werdegang
Seit seinem zwölften Lebensjahr spielt Guoga Poker. Am Pokertisch ist er vor allem für seine aggressive Spielweise und sein provokantes Verhalten bekannt. Abgesehen davon geben viele Spieler an, dass er abseits des Tisches sehr umgänglich sei.
Zum ersten Mal auf sich aufmerksam machte Tony G 2003, als er beim Main Event der World Poker Tour (WPT) in Paris den fünften Platz erreichte und sich Howard Lederer aufgrund Tony Gs arroganter Spielweise weigerte, ihm die Hand zu schütteln. Im Juli 2004 erhielt er für den zweiten Platz beim WPT-Main-Event rund 340.000 Euro. 2006 gewann er das WPT Bad Boys of Poker II in Los Angeles. Außerdem nahm er 2006 für Australien am PartyPoker.com Football & Poker Legends Cup teil und schied dort gegen die Vereinigten Staaten aus. 2007 gewann er bei den Moscow Millions 205.000 US-Dollar. 2009 belegte der Litauer in Monte-Carlo bei der European High Roller Championship der European Poker Tour in der Variante No Limit Hold’em den dritten Platz und gewann damit 420.000 Euro. Im Februar 2017 sicherte er sich einen Platz beim Super High Roller Bowl, der Ende Mai 2017 im Aria Resort & Casino am Las Vegas Strip ausgespielt wurde. Tony G schied am zweiten Turniertag aus und konnte sich nicht im Geld platzieren. Die Teilnehmerzahl für das Turnier mit 300.000 US-Dollar Buy-in war auf 56 Spieler begrenzt. Ende Mai 2017 gewann der Litauer das Aria High Roller mit rund 350.000 US-Dollar Siegprämie. Im Oktober 2018 spielte er ein von Leon Tsoukernik veranstaltetes High-Roller-Event im King’s Resort in Rozvadov mit einem Buy-in von 100.000 Euro und belegte den mit rund 350.000 Euro dotierten vierten Platz. An gleicher Stelle belegte Tony G Mitte Oktober 2019 beim Super High Roller der World Series of Poker Europe den vierten Platz und sicherte sich rund 800.000 Euro. Bei der Super High Roller Series Europe im nordzyprischen Kyrenia setzte sich der Litauer im August 2021 beim mit Short Deck gespielten dritten und siebten Event durch und erhielt Preisgelder von mehr als 1,5 Millionen US-Dollar. Im Mai 2022 belegte er beim Short Deck Main Event der Triton Poker Series in Madrid den mit über 1,3 Millionen Euro dotierten zweiten Platz.

### Preisgeldübersicht
Mit erspielten Preisgeldern von über 11 Millionen US-Dollar ist Guoga der erfolgreichste litauische Pokerspieler.
| Jahr      | Preisgeld (in $) | Turniersiege |
| --------- | ---------------- | ------------ |
| 2002      | 83.548           | 2            |
| 2003      | 104.270          | 2            |
| 2004      | 520.846          | 0            |
| 2005      | 621.987          | 3            |
| 2006      | 728.612          | 4            |
| 2007      | 489.722          | 1            |
| 2008      | 470.958          | 6            |
| 2009      | 899.344          | 1            |
| 2010      | 435.775          | 3            |
| 2011      | 57.928           | 0            |
| 2012      | 359.986          | 0            |
| 2013      | 53.363           | 0            |
| 2014–2016 | 0                | 0            |
| 2017      | 706.962          | 1            |
| 2018      | 545.753          | 0            |
| 2019      | 1.165.977        | 1            |
| 2020      | 0                | 0            |
| 2021      | 1.578.500        | 2            |
| 2022      | 2.471.765        | 1            |
| 2023      | 0                | 0            |
| gesamt    | 11.295.296       | 27           |

## Politik
2014 zog Guoga für die litauische liberale Partei Lietuvos Respublikos liberalų sąjūdis (LRLS) gemeinsam mit Petras Auštrevičius in das Europaparlament ein. Laut des LRLS-Vorstandsmitglieds Julija Mackevič beabsichtigte er an der Präsidentschaftswahl in Litauen 2019 teilzunehmen. Laut Eugenijus Gentvilas wollte Guoga früher Bürgermeister der Stadtgemeinde Kaunas und Stadtgemeinde Vilnius sein. 2015 bat sein Unternehmen Wettanbieter „TonyBet“ an zu wetten, ob Guoga die litauische Präsidentschaftswahl 2019 gewinnt.
Bis Mai 2016 war Guoga stellvertretender LRLS-Vorsitzender und einige Tage im Mai 2016 kommissarischer LRLS-Vorsitzender, als die Justizinstitution STT 106.000 Euro bei Eligijus Masiulis und diesen mit dem „Handel des Einflusses“ verdächtigte. Am 17. Mai 2016 erklärte Guoga seinen Austritt aus LRLS, als er seine Kollegen wegen seiner Ansichten, Erklärungen, Vorwürfe an die LRLS-Mitglieder und an den Medienunternehmer Gedvydas Vainauskas im Fernsehen bewunderte. Am 4. Oktober 2016 wechselte Guoga auch von der ALDE-Fraktion im Europaparlament zur EVP-Fraktion.
Im Juli 2016 kündigte Guoga an, als Vorsitzender der britischen UK Independence Party zu kandidieren. Er wolle die Bürger repräsentieren, die nach dem erfolgreichen Brexit-Referendum ihre Wahl bereuten.
Bei Parlamentswahl in Litauen 2020 wurde er ins Seimas in der Liste der populistischen Partei Darbo partija ausgewählt.

## Familie
Guoga hat zwei Söhne und zwei Töchter. Die ersten drei Kinder sind Erwachsene. Guoga ist seit Juni 2014 (im Zivilstandsamt, seit August 2014 kirchlich) verheiratet. Seine sieben Jahre jüngere Frau Aistė Šlapokaitė, ehemalige Psychologiestudentin, stammt aus der litauischen Großstadt Šiauliai und war früher als Fotomodel tätig. Sie arbeitete für die Kleider-Marken wie „Armani Jeans“, „Prada“, „Max Mara“ mit. Das Paar lernte einander beim Aistės 30. Geburtstag in Vilniusser Night Club kennen. Sie haben einen Sohn (* 2015 in Brüssel). 2016 erwartete das Paar ein weiteres Kind: das zweite für Aistė und das fünfte Guoga.

## Trivia
- Als Kind war er litauischer Jugendmeister im Lösen des Zauberwürfels.
- Im April 2016 erklärte Guoga seine Absicht über die Einstellung eines litauischsprechenden Asylanten aus Afghanistan.[31]
- 2020 kündigte Guoga mit Super Fast ein virtuelles Rennteam für F1 Delta Time an.[32] Im Dezember 2020 kaufte er für mehr als 75.000 US-Dollar ein virtuelles F1-Rennauto.[33]
- 2021 veröffentlichte Tony G seine eigenen NFTs mit den sechs besten seiner zahlreichen Pokersprüche.[34][35]